# (470309) 2007 JK43
(470309) 2007 JK43, também escrito como (470309) 2007 JK43, é um corpo celeste que é classificado como um centauro, numa classificação estendida de centauros. Ele possui uma magnitude absoluta de 7,3 e tem um diâmetro estimado de cerca de 175 km.

## Descoberta
(470309) 2007 JK43 foi descoberto no dia 10 de maio de 2007.

## Órbita
A órbita de (470309) 2007 JK43 tem uma excentricidade de 0,492 e possui um semieixo maior de 46,368 UA. O seu periélio leva o mesmo a uma distância de 23,552 UA em relação ao Sol e seu afélio a 69,184 UA.